# Zilchiopsis
Zilchiopsis es un género de crustáceos de agua dulce pertenecientes a la familia Trichodactylidae, que habitan en las charcas y fuentes de los ríos en Centroamérica y Suramérica.

## Especies
- Zilchiopsis collastinensis Pretzmann, 1968
- Zilchiopsis cryptodus Ortmann, 1983
- Zilchiopsis ecuadoriensis Pretzmann, 1968
- Zilchiopsis emarginatus Milne-Edwards, 1853
- Zilchiopsis oronensis Pretzmann, 1968
- Zilchiopsis sattleri Bott, 1969

## Alimento humano
Son consumidas por las poblaciones nativas y proporciona proteínas, y otros nutrientes. El cangrejo debe estar muy bien cocido para eliminar cualquier posibilidad de contagio con los trematodos Paragonimus, género de parásitos pulmonares.